# Mika Pietilä
Pour les articles homonymes, voir Pietilä.
Mika Pietilä (né le 28 février 1973 à Kuhmalahti) est un gardien de but finlandais de hockey sur glace.

## Carrière
Mika Pietilä commence le hockey junior au Ilves Tampere. Pour la période 1995-1996, il a rejoint le HPK Hämeenlinna, où il a joué son premier match en SM-liiga.
Il s'installe en France et continue sa carrière dans le championnat Élite lors de la saison 1998-1999 avec les Flammes Bleues de Reims. Il y joue pendant deux saisons avec succès puisqu'il remporte à deux reprises le trophée Jean-Ferrand récompensant le meilleur gardien de but en 1999 où il devance son compatriote Grenoblois Mika Rautio et en 2000.
Il gagne également le titre de champion de France lors de la saison 1999-2000, le tout premier pour Reims.
Il retourne en Finlande et rejoue pour ces deux premiers clubs avant de repartir en voyage en 2002 où il passe une saison avec Nottingham Panthers en Grande-Bretagne, une avec les EHC Straubing Tigers en Allemagne et une autre avec le Torpedo Nijni Novgorod en Russie.
Il revient à nouveau au championnat de son pays en rejoignant en 2005-2006 le Hokki Kajaani puis le Kärpät Oulu. Mika Pietilä arrête sa carrière en 2006.

## Trophée et Honneurs
- Avec les Flammes Bleues de Reims
  - Championnat de France :
    - 2000

Honneurs personnels
- Avec les Flammes Bleues de Reims
  - Trophée Jean-Ferrand :
    - 1999
    - 2000